# Carterica mucronata
Carterica mucronata är en skalbaggsart som först beskrevs av Olivier 1795.  Carterica mucronata ingår i släktet Carterica och familjen långhorningar. Inga underarter finns listade.